# Yūichi Komano
Yūichi Komano (駒野 友一 Komano Yūichi?,  nacido el 25 de julio de 1981 en Kainan, Wakayama) es un futbolista japonés. Juega de defensa y su equipo actual es el F.C. Imabari de la Japan Football League de Japón.

## Selección nacional
Debutó con la Selección de fútbol de Japón el 3 de agosto de 2005 ante China. En 2006 fue convocado para disputar el Mundial de Alemania 2006 en donde llegó a jugar un partido y un año más tarde, jugó la Copa Asiática 2007.
En 2010 disputó la Copa Mundial de Fútbol de 2010 En la que estralló en el larguero su tiro de penal contra Paraguay  dejando a la Selección Japonesa fuera del Mundial Sudafricano haciendo que el equipo latinoamericano pasara a cuartos de final.

### Participaciones en Copas del Mundo
| Mundial                        | Sede      | Resultado        |
| ------------------------------ | --------- | ---------------- |
| Copa Mundial de Fútbol de 2006 | Alemania  | Primera Fase     |
| Copa Mundial de Fútbol de 2010 | Sudáfrica | Octavos de final |

### Participaciones en Copa Asiática
| Copa Asiática      | Sede                                      | Resultado    |
| ------------------ | ----------------------------------------- | ------------ |
| Copa Asiática 2007 | Indonesia , Malasia , Tailandia y Vietnam | Cuarto lugar |